# Methylentetrahydrofolat-Reduktase
Methylentetrahydrofolat-Reduktase (MTHFR) ist dasjenige Enzym in Wirbeltieren, das 5,10-Methylen-FH4 mithilfe von NAD(P)H zu 5-Methyl-FH4 reduziert. Da so das Methylierungsmittel 5-Methyl-FH4 zur Verfügung gestellt wird, ist MTHFR bei vielen Stoffwechselwegen unentbehrlich, unter anderem beim Abbau des schädlichen Homocystein zu Methionin, und bei der bakteriellen Methanbildung.
Das kodierende Gen MTHFR wird vom Mensch in vielen Gewebetypen exprimiert und das Protein anschließend ins Blut abgegeben. Varianten des und Mutationen im MTHFR-Gen können zu vermehrter, vor allem aber zu verringerter Produktion und Wirksamkeit des MTHFR-Enzyms führen. Enzymmangel bei Schwangeren kann Ursache für Neuralrohrfehlbildungen wie Spina bifida beim Neugeborenen sein; weiterhin kann MTHFR-Mangel zu Homocystinurie führen und das Risiko für Schlaganfall oder Darmkrebs erhöhen.

## Katalysierte Reaktion
+ NADPH + H+ ⇒  + NADP+
5,10-Methylen-FH4 wird zu 5-Methyl-FH4 reduziert. Die Enzymaktivität wird allosterisch durch S-Adenosylmethionin reguliert.